# Bataille de Coron (9-11 avril 1793)
Pour les articles homonymes, voir Bataille de Coron.
Guerre de Vendée
Batailles
La deuxième bataille de Coron a lieu du 9 au 11 avril 1793 lors de la guerre de Vendée.

## Prélude
Fin mars et début avril, le général Berruyer met en place un plan de campagne pour réprimer l'insurrection contre la levée en masse dans les Mauges. Le 1er avril, il écrit au ministre de la guerre que le général Leigonyer occupe Vihiers avec 4 000 à 5 000 hommes de la division de Doué. L'historien Yves Gras chiffre les effectifs de la colonne de Leigonyer à 5 000 hommes et Émile Gabory à 8 000. Quelques jours plus tard, Berruyer donne l'ordre à Leigonyer de prendre Coron et Vezins.

## Déroulement
Le 9 avril 1793, les Vendéens de Stofflet sont attaqués par les républicains du général Leîgonyer. Ce dernier fait marcher ses troupes sur trois colonnes. La colonne de gauche, partie de Saint-Hilaire-du-Bois, prend la fuite près du château des Hommes après avoir essuyé quelques coups de fusil. La colonne de droite, partie du Voide et faisant mouvement sur La Salle-de-Vihiers, manque de peu de se débander.
Repoussé le premier jour, Leîgonyer lance une nouvelle attaque le lendemain. Cependant il se heurte à l'opposition de ses canonniers qui se plaignent d'une diminution de leur solde et qui doit être rétablie à l'ancien pied pour qu'ils acceptent de marcher.
Les Vendéens, retranchés dans les maisons du bourg, finissent par battre en retraite sur Chemillé. Cependant, ayant reçu des renforts, Stofflet retourne à Coron mais il est définitivement repoussé par une charge à la baïonnette des républicains aux abords du bourg. Épuisés par trois jours de combat, les Vendéens se replient sur Mortagne-sur-Sèvre. Coron est aux mains des républicains le 11 avril, lesquels s'emparent ensuite de Vezins le 12,.